# ازدواج گروهی
ازدواج گروهی(به انگلیسی: Group marriage)، یک نوع ازدواج است که در آن سه یا چند بزرگسال وارد شراکت‌های کوتاه مدت یا بلندمدت جنسی، عاطفی، عاشقانه یا غیره می‌شوند و در هر ترکیبی از امور مالی، محل سکونت، مراقبت یا کار خویشاوندی سهیم می‌شوند. ازدواج گروهی شکلی از چندهمسری در نظر گرفته می‌شود. در حالی که استفاده آکادمیک به‌طور سنتی ازدواج گروهی را به عنوان یک طبقه‌بندی زناشویی تلقی می‌کند، استفاده جدیدتر این مفهوم را گسترش داده است تا امکان گنجاندن اتحادیه‌های غیر زناشویی را فراهم کند. استفاده محاوره ای از ازدواج گروهی با چندمهری و خانواده‌های چندعشقی نیز همراه بوده است.
این شیوه ازدواج یکی از نامتعارف‌ترین شیوه‌های تشکیل خانواده است. تنها جایی که این ازدواج را می‌توان به‌طور رسمی انجام داد مناطقی از کشور برزیل است.∗